# عهود الجريد
عهود ناصر الجريد هي فنانة تشكيلية وكاتبة سعودية ومقدمة برامج ومؤسسة ohoodjj لتنظيم الفعاليات الفنية والأدبية والإبداعية. وعضو في الجمعية الفنية الأمريكية للبورسلان IPAT.

## النشأة
ولدت عهود في مدينة الرياض، لأسرة فنية. والدها هو ناصر بن جريد رجل أعمال، وأمها عفاف البعجري هي فنانة تشكيلية عرضت أعمالها مع ابنتها في عدد من المعارض.
تتلمذت على يد فنانين مميزين من بينهم: الكويتي سعود الفرج وقد درست على يده الرسم بالألوان المائية، والإيطالية ماريا غراتسيا ستيفانيلي والأمريكية كارول غازي وماري تيتوس، والفنانة الباكستانية سيما بخيت، والهندية جاشري راي.

## السيرة
في بدايتها، شاركت عهود في المهرجان الوطني للتراث والثقافة (الجنادرية) في 1995 و1996. ثم عملت كمعلمة للفنون الجميلة بجمعية النهضة النسائية في الرياض في 1997. أنشأت بعد ذلك غاليري خاص بها هي والفنانة عفاف البعجري في مدينة الرياض. وخلال هذه الفترة كانت كاتبة لصفحة أسبوعية في مجلة النهضة الكويتية من 1997 وحتى 2005، وكاتبة في مجلة نخيل الثقافية من 2009 وحتى 2016. انتقلت لدبي مع استمرار النشاط الفني وبداية المشوار الاعلامي من خلال العمل في البرامج التلفزيونية الموجهة للاسرة. وقدمت البرنامج التلفزيوني نكهات وأكلات على تلفزيون دبي في رمضان 2016.

## مشاركاتها في المعارض
- المعرض الخيري الثالث للجنة أصدقاء المرضي - الرياض – المملكة العربية السعودية 1997.

- المعرض الخامس لدول مجلس التعاون الخليجي المقام في مسقط - سلطنة عمان 1998.

- المعرض السعودي المتجول للجمعية السعودية للثقافة والفنون المقام في دار الأوبرا المصرية بالقاهرة جمهورية مصر العربية 1998.

- معرض الإبداع السعودي المقام ببيروت - لبنان 2000.

- معرض الفن التشكيلي السعودي المقام في تايون - تايبيه 2000.

- معرض شخصي للوحات الفنية بعنوان ملامح سعودية على شرف الشيخ منصور الأحمد الجابر الصباح في صالة الفنون الجميلة بدولة الكويت عام 2000

- معرض ثنائي مع الفنانة عفاف بنت ناصر البعجري للرسم على الزجاج في بيت لوذان في دولة الكويت عام 2002.

- معرض ثنائي مع الفنانة عفاف بنت ناصر البعجري للرسم على الزجاج علي شرف الشيخة فريحه الأحمد الجابر الصباح في بيت لوذان عام 2003 بدولة الكويت درست الفنون في FAI.

- مهرجان التشكيليين العرب الثاني(بلا حدود)والمقام بمركز الشيخ صالح كامل - القاهرة-جمهورية مصر العربية 2004.

- معرض براءة الألوان 6 والمقام بجمعية الأطفال المعوقين بالرياض- المملكة العربية السعودية 2006.

- معرض بيدي اصنع مستقبلي الخيري والذي اقيم في دبي - الأمارات العربية المتحدة 2009.

- معرض فنون العالم في دبي 2014 - دبي - الإمارات العربية المتحدة .